# Oncotophasma limonense
Oncotophasma limonense är en insektsart som beskrevs av Oliver Zompro 2007. Oncotophasma limonense ingår i släktet Oncotophasma och familjen Diapheromeridae. Inga underarter finns listade i Catalogue of Life.